# Badminton 2021
Höhepunkte des Badmintonjahres 2021 waren die Olympischen Spiele, der Sudirman Cup und die Weltmeisterschaften. Auch das Jahr 2021 war durch Absagen aufgrund der COVID-19-Pandemie geprägt.
== BWF World Tour 1000, 750, 500 und 300 ==
| Veranstaltung         | Report            | Herreneinzel      | Dameneinzel           | Herrendoppel                                   | Damendoppel                                   | Mixed                                          |
| World Tour Finals     | World Tour Finals | World Tour Finals | World Tour Finals     | World Tour Finals                              | World Tour Finals                             | World Tour Finals                              |
| --------------------- | ----------------- | ----------------- | --------------------- | ---------------------------------------------- | --------------------------------------------- | ---------------------------------------------- |
| BWF World Tour Finals | Report            | Viktor Axelsen    | An Se-young           | Takuro Hoki Yugo Kobayashi                     | Kim So-young Kong Hee-yong                    | Dechapol Puavaranukroh Sapsiree Taerattanachai |
| Super 1000            |                   |                   |                       |                                                |                                               |                                                |
| All England           | Report            | Lee Zii Jia       | Nozomi Okuhara        | Hiroyuki Endo Yuta Watanabe                    | Mayu Matsumoto Wakana Nagahara                | Yuta Watanabe Arisa Higashino                  |
| China Open            | -                 | abgesagt          | abgesagt              | abgesagt                                       | abgesagt                                      | abgesagt                                       |
| Denmark Open          | Report            | Viktor Axelsen    | Akane Yamaguchi       | Takuro Hoki Yugo Kobayashi                     | Huang Dongping Zheng Yu                       | Yuta Watanabe Arisa Higashino                  |
| Indonesia Open        | Report            | Viktor Axelsen    | An Se-young           | Markus Fernaldi Gideon Kevin Sanjaya Sukamuljo | Nami Matsuyama Chiharu Shida                  | Dechapol Puavaranukroh Sapsiree Taerattanachai |
| Super 750             |                   |                   |                       |                                                |                                               |                                                |
| Malaysia Open         | -                 | abgesagt          | abgesagt              | abgesagt                                       | abgesagt                                      | abgesagt                                       |
| Japan Open            | -                 | abgesagt          | abgesagt              | abgesagt                                       | abgesagt                                      | abgesagt                                       |
| French Open           | Report            | Kanta Tsuneyama   | Akane Yamaguchi       | Ko Sung-hyun Shin Baek-cheol                   | Lee So-hee Shin Seung-chan                    | Yuta Watanabe Arisa Higashino                  |
| Fuzhou China Open     | -                 | abgesagt          | abgesagt              | abgesagt                                       | abgesagt                                      | abgesagt                                       |
| Indonesian Masters    | Report            | Kento Momota      | An Se-young           | Takuro Hoki Yugo Kobayashi                     | Nami Matsuyama Chiharu Shida                  | Dechapol Puavaranukroh Sapsiree Taerattanachai |
| Super 500             |                   |                   |                       |                                                |                                               |                                                |
| Malaysia Masters      | -                 | abgesagt          | abgesagt              | abgesagt                                       | abgesagt                                      | abgesagt                                       |
| India Open            | -                 | abgesagt          | abgesagt              | abgesagt                                       | abgesagt                                      | abgesagt                                       |
| Singapore Open        | -                 | abgesagt          | abgesagt              | abgesagt                                       | abgesagt                                      | abgesagt                                       |
| Thailand Open         | -                 | abgesagt          | abgesagt              | abgesagt                                       | abgesagt                                      | abgesagt                                       |
| Korea Open            | -                 | abgesagt          | abgesagt              | abgesagt                                       | abgesagt                                      | abgesagt                                       |
| Hylo Open             | Report            | Loh Kean Yew      | Busanan Ongbumrungpan | Markus Fernaldi Gideon Kevin Sanjaya Sukamuljo | Chisato Hoshi Aoi Matsuda                     | Dechapol Puavaranukroh Sapsiree Taerattanachai |
| Hong Kong Open        | -                 | abgesagt          | abgesagt              | abgesagt                                       | abgesagt                                      | abgesagt                                       |
| Super 300             |                   |                   |                       |                                                |                                               |                                                |
| Thailand Masters      |                   | abgesagt          | abgesagt              | abgesagt                                       | abgesagt                                      | abgesagt                                       |
| Swiss Open            | Report            | Viktor Axelsen    | Carolina Marín        | Kim Astrup Anders Skaarup Rasmussen            | Pearly Tan Thinaah Muralitharan               | Thom Gicquel Delphine Delrue                   |
| German Open           | -                 | abgesagt          | abgesagt              | abgesagt                                       | abgesagt                                      | abgesagt                                       |
| New Zealand Open      | -                 | abgesagt          | abgesagt              | abgesagt                                       | abgesagt                                      | abgesagt                                       |
| Australian Open       | -                 | abgesagt          | abgesagt              | abgesagt                                       | abgesagt                                      | abgesagt                                       |
| Spain Masters         | Report            | Toma Junior Popov | Putri Kusuma Wardani  | Pramudya Kusumawardana Yeremia Rambitan        | Yulfira Barkah Febby Valencia Dwijayanti Gani | Rinov Rivaldy Pitha Haningtyas Mentari         |

## Jahresterminkalender
| Datum                  | Veranstaltung                                | Ort                  | Typ                                       |
| ---------------------- | -------------------------------------------- | -------------------- | ----------------------------------------- |
| 11.–24. Januar 2021    | Badminton-Juniorenweltmeisterschaft abgesagt | Auckland             | BWF-Veranstaltung                         |
| 12.–17. Januar 2021    | Thailand Masters abgesagt                    | Bangkok              | BWF Super 300                             |
| 12.–17. Januar 2021    | Thailand Open                                | Bangkok              | BWF Super 1000                            |
| 14.–17. Januar 2021    | Estonian International abgesagt              | Tallinn              | International Series                      |
| 15.–17. Januar 2021    | 3 Borders International abgesagt             | Saint-Louis          | Junior International Series               |
| 19.–24. Januar 2021    | Thailand Open                                | Bangkok              | BWF Super 1000                            |
| 21.–24. Januar 2021    | Swedish Open abgesagt                        | Uppsala              | International Series                      |
| 21.–24. Januar 2021    | Polish Juniors abgesagt                      | Przemyśl             | Junior International Series               |
| 27.–31. Januar 2021    | BWF World Tour Finals verlegt                | Bangkok              | BWF World Tour Finals                     |
| 28.–31. Januar 2021    | Iceland International abgesagt               | Reykjavík            | Future Series                             |
| 29.–31. Januar 2021    | Swedish Juniors abgesagt                     | Uppsala              | Junior International Series, BEC-U17      |
| 16.–20. Februar 2021   | Badminton-Mannschaftseuropameisterschaften   | Vantaa               | BEC-Veranstaltung                         |
| 24.–27. Februar 2021   | Austrian Open abgesagt                       | Wien                 | International Challenge                   |
| 26.–28. Februar 2021   | Italian Juniors abgesagt                     | Mailand              | Junior International Challenge            |
| 2.–7. März 2021        | Swiss Open verlegt                           | Basel                | BWF Super 300                             |
| 3.–6. März 2021        | Slovak Open abgesagt                         | Trenčín              | Future Series                             |
| 3.–7. März 2021        | Dutch Juniors abgesagt                       | Haarlem              | Junior International Grand Prix           |
| 10.–14. März 2021      | German Juniors abgesagt                      | Berlin               | Junior International Grand Prix           |
| 9.–14. März 2021       | German Open abgesagt                         | Mülheim an der Ruhr  | BWF Super 300                             |
| 17.–21. März 2021      | All England Open Badminton Championships     | Birmingham           | BWF Super 1000                            |
| 19.–21. März 2021      | Polish Youth International                   | Imielin              | BEC-U17                                   |
| 23.–28. März 2021      | Orléans Masters verlegt                      | Orléans              | BWF Super 100                             |
| 23.–28. März 2021      | Lingshui China Masters abgesagt              | Lingshui             | BWF Super 100                             |
| 25.–28. März 2021      | Polish Open                                  | Gniezno              | International Challenge                   |
| 2.–4. April 2021       | JOT International abgesagt                   | Edegem               | BEC-U17                                   |
| 30.–4. April 2021      | Dubai Para Badminton International           | Dubai                | Parabadminton                             |
| 6.–11. April 2021      | Malaysia Masters verlegt                     | Kuala Lumpur         | BWF Super 500                             |
| 8.–11. April 2021      | Ukrainian Open U15                           |                      | U15                                       |
| 15.–18. April 2021     | Dutch International abgesagt                 | Wateringen           | International Series                      |
| 16.–18. April 2021     | Srebrna Zogica abgesagt                      | Lendava              | U15                                       |
| 23.–25. April 2021     | Cyprus Juniors abgesagt                      | Nicosia              | Junior International Series               |
| 27.–2. Mai 2021        | Badminton-Europameisterschaften              | Kiew                 | BEC-Veranstaltung                         |
| 30.–2. Mai 2021        | Spanish Youth Open verlegt                   | Benalmádena          | U15, BEC-U17                              |
| 4.–9. Mai 2021         | New Zealand Open abgesagt                    | Auckland             | BWF Super 300                             |
| 6.–9. Mai 2021         | Portugal International verlegt               | Caldas da Rainha     | International Series                      |
| 7.–9. Mai 2021         | Spanish Youth International                  | Ibiza                | U13, U15, BEC-U17                         |
| 11.–16. Mai 2021       | Australian Open abgesagt                     | Sydney               | BWF Super 300                             |
| 11.–16. Mai 2021       | India Open abgesagt                          | Neu-Delhi            | BWF Super 500                             |
| 11.–16. Mai 2021       | Spanish Para Badminton International         | Cartagena            | Parabadminton                             |
| 13.–16. Mai 2021       | Ukraine Juniors                              | Dnipro               | Junior International Series               |
| 14.–16. Mai 2021       | Austrian Senior Open abgesagt                | St. Pölten           | Seniorensport                             |
| 18.–23. Mai 2021       | Spain Masters verlegt                        | Huelva               | BWF Super 300                             |
| 19.–22. Mai 2021       | Slovenian International                      | Maribor              | International Series                      |
| 20.–22. Mai 2021       | Stockholm Vintage abgesagt                   | Sollentuna           | Seniorensport                             |
| 25.–30. Mai 2021       | Malaysia Open abgesagt                       | Kuala Lumpur         | BWF Super 750                             |
| 27.–30. Mai 2021       | Austrian Open                                | Graz                 | International Series                      |
| 28.–30. Mai 2021       | Polish Youth Open                            | Marki                | BEC-U17                                   |
| 1.–6. Juni 2021        | Singapore Open abgesagt                      | Singapur             | BWF Super 500                             |
| 1.–6. Juni 2021        | Korea Masters, verlegt                       |                      | BWF Super 300                             |
| 4.–6. Juni 2021        | Hofsteig Youth International                 | Dornbirn             | U11, U13, U15                             |
| 4.–6. Juni 2021        | Austrian Youth Open                          | Dornbirn             | BEC-U17                                   |
| 10.–13. Juni 2021      | Lithuanian International                     | Kaunas               | Future Series                             |
| 10.–13. Juni 2021      | German Youth Open abgesagt                   | Bergisch Gladbach    | BEC-U17                                   |
| 11.–13. Juni 2021      | Spanish Juniors                              | La Nucia             | Junior International Series               |
| 15.–20. Juni 2021      | Thailand Open abgesagt                       | Bangkok              | BWF Super 500                             |
| 16.–19. Juni 2021      | German International abgesagt                | Bonn                 | Future Series                             |
| 16.–19. Juni 2021      | Spanish International                        | La Nucia             | International Challenge                   |
| 20.–27. Juni 2021      | Badminton-Senioreneuropameisterschaft        | Zadar                | Seniorensport                             |
| 21.–25. Juni 2021      | Badminton-Europapokal abgesagt               | Białystok            | BEC-Veranstaltung                         |
| 21.–27. Juni 2021      | Irish Para Badminton International abgesagt  | Dublin               | Parabadminton                             |
| 22.–22. Juni 2021      | Lettland-Estland International               |                      | U15, U17, U19, U21, Elite und Senior      |
| 24.–27. Juni 2021      | Serbian Youth International                  | Novi Sad             | U9, U11, U13, U15, BEC-U17                |
| 1.–4. Juli 2021        | Russian Juniors                              | Gattschina           | Junior International Series, BEC-U17      |
| 29.–4. Juli 2021       | Canada Open abgesagt                         | Calgary              | BWF Super 100                             |
| 6.–11. Juli 2021       | US Open abgesagt                             | Kalifornien          | BWF Super 300                             |
| 7.–11. Juli 2021       | St. Petersburg White Nights abgesagt         | Gattschina           | International Challenge                   |
| 8.–10. Juli 2021       | Israel Youth International                   | Rischon LeZion       | U13, U15                                  |
| 8.–10. Juli 2021       | Israel Juniors abgesagt                      | Rischon LeZion       | Junior International Series               |
| 9.–11. Juli 2021       | Bulgarian Youth International                | Swilengrad, Chaskowo | BEC-U17, U15                              |
| 12.–15. Juli 2021      | Bulgarian Juniors                            | Swilengrad           | Junior International Series, BEC-U17      |
| 14.–19. Juli 2021      | European Universities Games abgesagt         | Belgrad              | Hochschulsport                            |
| 20.–25. Juli 2021      | Russian Open abgesagt                        | Wladiwostok          | BWF Super 100                             |
| 24.–2. August 2021     | Olympische Spiele                            | Tokio                | Multisport-Veranstaltung                  |
| 1.–4. August 2021      | Turkey U15 Open                              | Ankara               | U15                                       |
| 28.–31. Juli 2021      | Sigulda Youth International abgesagt         | Sigulda              | U13, U15, U21                             |
| 29.–31. Juli 2021      | Latvia Youth International                   | Sigulda              | BEC-U17                                   |
| 5.–8. August 2021      | Denmark Masters verlegt                      | Esbjerg              | International Challenge                   |
| 5.–8. August 2021      | Bulgarian Juniors                            | Pasardschik          | Junior International Series               |
| 5.–8. August 2021      | Turkey Youth Open                            | Ankara               | BEC-U17                                   |
| 13.–15. August 2021    | France Youth Open verlegt                    | Aire-sur-la-Lys      | BEC-U17                                   |
| 9.–12. August 2021     | Bulgaria Open abgesagt                       | Sofia                | International Series                      |
| 9.–12. August 2021     | Turkey Juniors                               | Ankara               | Junior International Series               |
| 17.–19. August 2021    | Tournoi LNAB                                 | Talence              | U13, U15                                  |
| 17.–22. August 2021    | Akita Masters abgesagt                       | Akita                | BWF Super 100                             |
| 20.–22. August 2021    | Spanish Juniors verlegt                      | Oviedo               | Junior International Series               |
| 20.–22. August 2021    | Refrath Cup                                  | Refrath              | U15                                       |
| 20.–22. August 2021    | French Youth International                   | Talence              | BEC-U17                                   |
| 24.–29. August 2021    | Hyderabad Open abgesagt                      | Hyderabad            | BWF Super 100                             |
| 26.–29. August 2021    | Latvia International verlegt                 | Jelgava              | Future Series                             |
| 27.–29. August 2021    | Danish Junior Cup                            | Gentofte             | Junior International Series, BEC-U17      |
| 27.–29. August 2021    | Hungarian Juniors verlegt                    | Pécs                 | Junior International Series               |
| 28.–29. August 2021    | Slovenia Senior Open                         | Ljubljana            | Seniorensport                             |
| 1.–5. September 2021   | Paralympische Spiele                         | Tokio                | Parabadminton                             |
| 2.–5. September 2021   | Greece International verlegt                 | Lavrio               | Future Series                             |
| 3.–12. September 2021  | Badminton-Jugendeuropameisterschaft          | Podčetrtek           | BEC-Veranstaltung                         |
| 3.–5. September 2021   | Irish Juniors abgesagt                       | Dublin               | Junior International Series               |
| 3.–5. September 2021   | Hungarian Youth International                | Pécs                 | U15                                       |
| 31.–5. September 2021  | Korea Open abgesagt                          | Yeosu                | BWF Super 500                             |
| 10.–12. September 2021 | Stockholm Juniors verlegt                    | Täby                 | Junior International Series               |
| 7.–10. September 2021  | Ukraine International                        | Charkiw              | International Series                      |
| 7.–12. September 2021  | Chinese Taipei Open abgesagt                 | Taipeh               | BWF Super 300                             |
| 8.–10. September 2021  | Greece Youth International                   | Alexandroupoli       | U11, U13, U15                             |
| 8.–10. September 2021  | Greece Juniors abgesagt                      | Alexandroupoli       | Junior International Series               |
| 14.–19. September 2021 | Vietnam Open abgesagt                        | Ho-Chi-Minh-Stadt    | BWF Super 100                             |
| 15.–18. September 2021 | Finnish Open abgesagt                        | Vantaa               | International Series                      |
| 17.–19. September 2021 | Slovenian Juniors                            | Mirna                | Junior International Series, U15          |
| 17.–19. September 2021 | Alpes International verlegt                  | Voiron               | Junior International Series               |
| 19.–26. September 2021 | Peru Para Badminton International            | Lima                 | Parabadminton                             |
| 21.–26. September 2021 | China Open abgesagt                          | Changzhou            | BWF Super 1000                            |
| 23.–26. September 2021 | Polish International                         | Zakopane             | International Series                      |
| 24.–26. September 2021 | Belgian Juniors                              | Herstal              | Junior International Series               |
| 24.–26. September 2021 | Zagreb Youth Open                            | Zagreb               | U9, U11, U13, U15                         |
| 24.–26. September 2021 | Austrian Senior Open                         | St. Pölten           | Seniorensport                             |
| 24.–26. September 2021 | Zagreb Youth Open                            | Zagreb               | BEC-U17                                   |
| 26.–3. Oktober 2021    | Sudirman Cup verlegt                         | Vantaa               | BWF-Veranstaltung                         |
| 1.–3. Oktober 2021     | Slovak Youth International                   | Trenčín              | U13, BEC-U17                              |
| 28.–3. Oktober 2021    | Japan Open abgesagt                          | Tokio                | BWF Super 750                             |
| 29.–3. Oktober 2021    | Bulgaria Youth Open abgesagt                 | Pasardschik          | U11, U13, U15                             |
| 30.–3. Oktober 2021    | Croatian International abgesagt              | Zagreb               | Future Series                             |
| 30.–3. Oktober 2021    | Malta Juniors abgesagt                       | Cospicua             | Junior International Series               |
| 4.–17. Oktober 2021    | Badminton-Juniorenweltmeisterschaft abgesagt |                      | BWF-Veranstaltung                         |
| 5.–10. Oktober 2021    | Indonesian Masters Super 100 abgesagt        |                      | BWF Super 100                             |
| 7.–10. Oktober 2021    | Bulgarian International                      | Sofia                | Future Series                             |
| 8.–10. Oktober 2021    | Croatian Juniors verlegt                     | Dubrovnik            | Junior International Series               |
| 8.–10. Oktober 2021    | Austrian Youth International                 | Mödling              | BEC-U17                                   |
| 9.–17. Oktober 2021    | Thomas Cup Uber Cup Finale verlegt           | Aarhus               | BWF-Veranstaltung                         |
| 12.–17. Oktober 2021   | Syed Modi International abgesagt             | Lucknow              | BWF Super 300                             |
| 13.–17. Oktober 2021   | Dutch Open                                   | Almere               | International Challenge                   |
| 14.–17. Oktober 2021   | Cyprus International                         | Nicosia              | Future Series                             |
| 14.–17. Oktober 2021   | German Ruhr U19 International                | Mülheim an der Ruhr  | Junior International Series, BEC-U17, U15 |
| 19.–24. Oktober 2021   | Denmark Open                                 | Odense               | BWF Super 1000                            |
| 21.–23. Oktober 2021   | Denmark Juniors U15                          | Odense               | U15                                       |
| 21.–24. Oktober 2021   | Czech Open verlegt                           | Brno                 | International Series                      |
| 21.–24. Oktober 2021   | Denmark Juniors                              | Odense               | Junior International Series               |
| 21.–24. Oktober 2021   | Denmark Juniors U17                          | Odense               | BEC-U17                                   |
| 25.–31. Oktober 2021   | Badminton-Weltmeisterschaft für Behinderte   | Tokio                | Parabadminton                             |
| 26.–31. Oktober 2021   | French Open                                  | Paris                | BWF Super 750                             |
| 27.–30. Oktober 2021   | Belgian International verlegt                | Löwen                | International Challenge                   |
| 27.–30. Oktober 2021   | Israel International abgesagt                | Kibbutz Hatzor       | Future Series                             |
| 29.–30. Oktober 2021   | Lithuanian U15 International                 | Vilnius              | U15                                       |
| 29.–31. Oktober 2021   | Finnish Juniors                              | Espoo                | Junior International Series               |
| 29.–31. Oktober 2021   | Adria Youth International                    | Opatija              | U9, U11, U13, U15, BEC-U17                |
| 29.–31. Oktober 2021   | Lithuanian Youth International abgesagt      | Druskininkai         | BEC-U17                                   |
| 2.–7. November 2021    | Macau Open abgesagt                          | Macau                | BWF Super 300                             |
| 2.–7. November 2021    | Hylo Open                                    | Saarbrücken          | BWF Super 500                             |
| 3.–4. November 2021    | Lithuanian Juniors                           | Druskininkai         | Junior International Series               |
| 3.–6. November 2021    | Hungarian International                      | Budaörs              | International Series                      |
| 11.–14. November 2021  | Norwegian International abgesagt             | Sandefjord           | International Series                      |
| 11.–14. November 2021  | Latvia Juniors abgesagt                      |                      | Junior International Series               |
| 11.–14. November 2021  | Latvia Youth International verlegt           | Liepāja              | U15                                       |
| 12.–14. November 2021  | Swedish Youth Games                          | Malmö                | U13, U15, BEC-U17                         |
| 9.–14. November 2021   | Fuzhou China Open abgesagt                   | Fuzhou               | BWF Super 750                             |
| 15.–21. November 2021  | Uganda Para Badminton International          | Kampala              | Parabadminton                             |
| 16.–21. November 2021  | Indonesian Masters verlegt                   | Bali                 | BWF Super 750                             |
| 16.–21. November 2021  | Hong Kong Open abgesagt                      | Hongkong             | BWF Super 500                             |
| 17.–20. November 2021  | Irish Open                                   | Dublin               | International Challenge                   |
| 19.–21. November 2021  | Czech Juniors                                | Orlová               | Junior International Series               |
| 23.–28. November 2021  | Indonesia Open verlegt                       | Bali                 | BWF Super 1000                            |
| 25.–28. November 2021  | Scottish Open                                | Glasgow              | International Challenge                   |
| 25.–28. November 2021  | Slovenia Future Series                       | Brežice              | Future Series                             |
| 26.–28. November 2021  | Slovak Juniors abgesagt                      | Trenčín              | Junior International Series               |
| 26.–28. November 2021  | Slovak Youth International                   | Trenčín              | U15                                       |
| 27.–28. November 2021  | Portugal Youth Open                          | Caldas da Rainha     | BEC-U17                                   |
| 28.–4. Dezember 2021   | Badminton-Seniorenweltmeisterschaft          | Huelva               | Seniorensport                             |
| 1.–4. Dezember 2021    | Welsh International                          | Cardiff              | International Challenge                   |
| 1.–5. Dezember 2021    | BWF World Tour Finals verlegt                | Bali                 | BWF World Tour Finals                     |
| 3.–5. Dezember 2021    | Medvode Cup                                  | Medvode              | U11, U13, U15, BEC-U17                    |
| 3.–5. Dezember 2021    | Portuguese Juniors                           | Caldas da Rainha     | Junior International Series               |
| 5.–9. Dezember 2021    | Para-Asienspiele                             | Manama               | Parabadminton                             |
| 11.–12. Dezember 2021  | Estonian Juniors                             | Tartu                | U11, U13, U15, U17, U19                   |
| 12.–19. Dezember 2021  | Badminton-Weltmeisterschaften                | Huelva               | BWF-Veranstaltung                         |
| 6.–8. Dezember 2021    | Czech Youth International verlegt            | Český Krumlov        | BEC-U17                                   |
| 9.–12. Dezember 2021   | Estonian Juniors abgesagt                    | Tartu                | Junior International Series               |
| 9.–12. Dezember 2021   | Estonian Youth International abgesagt        | Tartu                | BEC-U17                                   |
| 16.–19. Dezember 2021  | Italian International                        | Mailand              | International Series                      |
| 16.–19. Dezember 2021  | Cyprus Youth International                   | Nicosia              | U11, U13, U15, BEC-U17                    |
| 27.–29. Dezember 2021  | Baltic Youth International                   | Liepāja              | U14, U16, U18                             |
| 28.–30. Dezember 2021  | International Youth Tournament               | Hoensbroek           | U11, U13, U15, BEC-U17                    |